# Roodstaartbaardbuulbuul
De roodstaartbaardbuulbuul (Criniger calurus) is een zangvogel uit de familie Pycnonotidae (buulbuuls).

## Verspreiding en leefgebied
Deze soort komt voor in westelijk en centraal Afrika en telt drie ondersoorten:
- C. c. verreauxi: van Senegal tot zuidwestelijk Nigeria.
- C. c. calurus: van zuidelijk Nigeria tot westelijk Congo-Kinshasa.
- C. c. emini: van noordoostelijk Angola en westelijk Congo-Kinshasa tot Oeganda en westelijk Tanzania.

## Status
De grootte van de populatie is niet gekwantificeerd maar de soort wordt omschreven als algemeen. Op de Rode lijst van de IUCN heeft deze soort de status niet bedreigd.